# Wies Smals
Wies Smals (Loon op Zand, 6 september 1939 – Ascona, 20 augustus 1983) was bibliothecaris, museummedewerker, en galeriehouder. Het meest bekend was zij als oprichter van De Appel, centrum voor hedendaagse kunst in Amsterdam. 

## Biografische gegevens
Wies Smals werd in 1939 geboren als zesde dochter in een artsenfamilie. Ze raakt door de zeventiende-eeuwse kunstverzameling van haar vader geïnteresseerd in kunst. Aan de Universiteit van Nijmegen volgde zij colleges kunstgeschiedenis. Vervolgens werkte zij tot 1969 als bibliothecaris bij het Stedelijk Museum Amsterdam.
In november 1968 richtte zij in Amsterdam galerie Seriaal op. In deze galerie werden grafiek en multiples verkocht. Smals had als ideaal om kunst betaalbaar en bereikbaar te maken, maar raakte hierin teleurgesteld. De galerie werd daarom in 1975 overgenomen door Helen van der Mey. In 1974 richtte Smals het hedendaagse kunstcentrum De Appel op. Zij nodigde veel performanceartiesten uit en maakte De Appel tot het centrum van performancekunst in Europa. In 1978 voegde Josine van Droffelaar zich bij het team van De Appel.       
Smals overleed op 20 augustus 1983 in Zwitserland als gevolg van een vliegtuigongeluk. Bij dit ongeluk overleden ook haar drie maanden oude zoontje, Hendrik, haar partner Gerhard von Graevenitz en haar collega Josine van Droffelaar.
In 1998 maakte Kees Hin de film Broken Circle, gebaseerd op het levensverhaal van Smals. In deze film worden situaties uit haar leven nagespeeld door acteurs.
- Biografisch Portaal: 29670451
- RKD-Nederlands Instituut voor Kunstgeschiedenis: 297999
- Union List of Artist Names: 500394016